# 배리 실

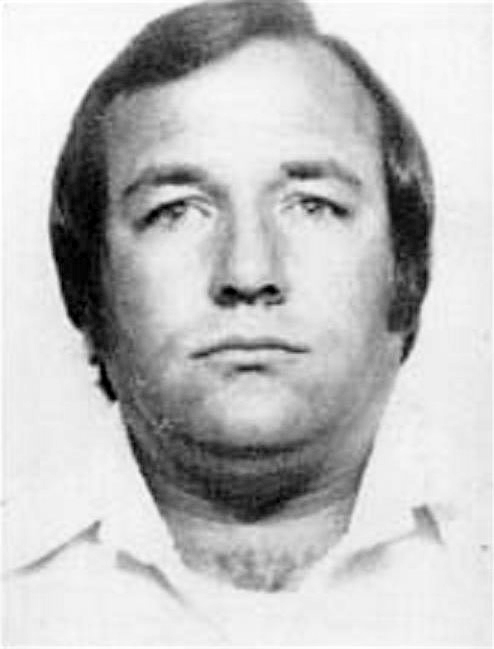
배리 실, 1982년

애들러 베리먼 "배리" 실(Adler Berriman "Barry" Seal, 1939년 7월 16일~1986년 2월 19일)은 미국의 항공 조종사였으며, 메데인 카르텔의 마약 밀수업자로 일했다. 밀수 혐의로 유죄를 선고받은 뒤 미국 마약단속국(DEA)의 정보원이 되었으며, 여러 마약관련 재판에서 증언하였다. 1986년 메데인 카르텔의 지도자 파블로 에스코바르가 고용한 청부 살인업자에 의해 살해당했다.

## 같이 보기
- 아메리칸 메이드[A]